# Paul Henckels
Paul Henckels (Hürth, 9 settembre 1885 – Kettwig, 27 maggio 1967) è stato un attore tedesco teatrale e cinematografico che, nella sua carriera, prese parte a oltre duecento film.

## Biografia
Paul Henckels iniziò la sua carriera dopo aver frequentato la scuola di recitazione, cominciando come regista teatrale. Dal 1936 al 1945, lavorò con Gustaf Gründgens a Berlino allo Staatstheater e fu uno dei fondatori del Schlossparktheater nella città prussiana.

## Filmografia
- Das Geheimnis der sechs Spielkarten, 5. Teil - Herz König, regia di William Kahn (1921)
- I.N.R.I. (I.N.R.I. – Ein Film der Menschlichkeit), regia di Robert Wiene (1923)
- Das Geheimnis von Brinkenhof, regia di Svend Gade (1923)
- Dudu, ein Menschenschicksal, regia di Rudolf Meinert (1924)
- Das Haus der Lüge, regia di Lupu Pick (1926)
- Wenn das Herz der Jugend spricht, regia di Fred Sauer (1926)
- Staatsanwalt Jordan, regia di Karl Gerhardt (1926)
- Liebfraumilch, regia di Carl Froelich (1929)
- Tagebuch einer Kokotte, regia di Constantin J. David (1929)
- Das närrische Glück, regia di Johannes Guter, Rudolf Walther-Fein (1929)
- Meineid - Ein Paragraph, der Menschen tötet, regia di Georg Jacoby (1929)
- Durchs Brandenburger Tor. Solang noch Untern Linden..., regia di Max Knaake, Wilhelm Dieterle (1929)
- Die Liebe der Brüder Rott, regia di Erich Waschneck (1929)
- Morgenröte, regia di Wolfgang Neff, Burton George (1929)
- Mutterliebe, regia di Georg Jacoby (1929)
- Es flüstert die Nacht, regia di Victor Janson (1929)
- § 173 St.G.B. Blutschande, regia di James Bauer (1929)
- Sant'Elena (Napoleon auf St. Helena), regia di Lupu Pick (1929)
- Frühlingserwachen, regia di Richard Oswald (1929)
- Sprengbagger 1010, regia di Carl Ludwig Achaz-Duisberg (1929)
- La sposa del Danubio (Melodie des Herzens), regia di Hanns Schwarz (1929)
- Gestörtes Ständchen, regia di Hans Steinhoff (1929)
- Der Boxstudent, regia di Peter Paul Brauer (1929)
- Die Frau ohne Nerven, regia di Willi Wolff (1930)
- L'immortale vagabondo (Der unsterbliche Lump), regia di Gustav Ucicky, Joe May (1930)
- Fruchtbarkeit, regia di Eberhard Frowein (1930)
- L'ultima compagnia (Die letzte Kompagnie), regia di Kurt Bernhardt (1930)
- Cyankali, regia di Hans Tintner (1930)
- Lo scandalo di Eva (Skandal um Eva), regia di Georg Wilhelm Pabst (1930)
- Dreyfus, regia di Richard Oswald (1930)
- Die große Sehnsucht, regia di Steve Sekely (1930)
- Die Lindenwirtin, regia di Georg Jacoby (1930)
- Die zärtlichen Verwandten, regia di Richard Oswald (1930)
- Dolly macht Karriere, regia di Anatole Litvak (1930)
- Pension Schöller, regia di Georg Jacoby (1930)
- Flachsmann als Erzieher, regia di Carl Heinz Wolff (1930)
- Das gestohlene Gesicht, regia di Philipp Lothar Mayring, Erich Schmidt (1930)
- La frenesia dell'avventura (Einbrecher), regia di Hanns Schwarz (1930)
- Schneider Wibbel, regia di Paul Henckels (1931)
- Roxi B bar (Ihre Majestät die Liebe), regia di Joe May (1931)
- Täter gesucht, regia di Carl Heinz Wolff (1931)
- Der wahre Jakob, regia di Hans Steinhoff (1931)
- La nausea (Das Ekel), regia di Eugen Schüfftan, Franz Wenzler (1931)
- Bomben auf Monte Carlo, regia di Hanns Schwarz (1931)
- Der ungetreue Eckehart, regia di Carl Boese (1931)
- Er und sein Diener, regia di Steve Sekely (1931)
- Il fascino dello spazio (Gloria), regia di Hans Behrendt (1931)
- Mein Leopold, regia di Hans Steinhoff (1931)
- I cadetti di Smolenko (Kadetten), regia di George Jacoby (1931)
- Der Stolz der 3. Kompanie, regia di Fred Sauer (1932)
- Wäsche - Waschen - Wohlergehen, regia di Johannes Guter (1932)
- Man braucht kein Geld, regia di Carl Boese (1932)
- Es wird schon wieder besser, regia di Kurt Gerron (1932)
- Rasputin, Dämon der Frauen, regia di Adolf Trotz (1932)
- Der tolle Bomberg, regia di Georg Asagaroff (1932)
- Der Hexer, regia di Carl Lamac, Martin Frič (1932)
- Un affare misterioso (Unheimliche Geschichten), regia di Richard Oswald (1932)
- Wie kommen die Löcher in den Käse?, regia di Erich Waschneck (1932)
- Die - oder keine, regia di Carl Froelich (1932)
- Mieter Schulze gegen alle, regia di Carl Froelich (1932)
- Spiriti burloni (Das Testament des Cornelius Gulden), regia di E.W. Emo (1932)
- Geheimnis des blauen Zimmers, regia di Erich Engels (1932)
- Wer gibt, der hat, regia di Wolfgang Hoffmann-Harnisch (1932)
- Rosmarin im Glück, regia di Richard Löwenbein (1932)
- Eine Stadt steht kopf, regia di Gustaf Gründgens (1933)
- Polizeiakte 909, regia di Robert Wiene (1933)
- Il testamento del dottor Mabuse (Das Testament des Dr. Mabuse), regia di Fritz Lang (1933)
- Die Nacht im Forsthaus , regia di Erich Engels (1933)
- Kleiner Mann - was nun?
- Giovinezza (Reifende Jugend ), regia di Carl Froelich (1933)
- Addio giorni felici (Die schönen Tage von Aranjuez), regia di Johannes Meyer (1933)
- Der Traum vom Rhein , regia di Herbert Selpin (1933)
- Heideschulmeister Uwe Karsten, regia di Carl Heinz Wolff (1933)
- Glückliche Reise, regia di Alfred Abel (1933)
- Mädels von heute, regia di Herbert Selpin (1933)
- Das lustige Kleeblatt
- Der Jäger aus Kurpfalz, regia di Carl Behr (1933)
- Die Wette, regia di Georg Jacoby (1933)
- Der Störenfried], regia di Georg Jacoby (1933)
- Das 13. Weltwunder, regia di Georg Jacoby (1933)
- Die Finanzen des Großherzogs, regia di Gustaf Gründgens (1934)
- Rivalen der Luft - Ein Segelfliegerfilm, regia di Frank Wisbar (1934)
- Zwischen zwei Herzen, regia di Herbert Selpin (1934)
- In Sachen Timpe, regia di Carl Heinz Wolff (1934)
- Ein Mädchen mit Prokura, regia di Arzén von Cserépy (1934)
- Die große Chance, regia di Victor Janson (1934)
- Der Meisterboxer, regia di Fred Sauer (1934)
- Charleys Tante, regia di Géza von Cziffra (1934)
- Liebe dumme Mama, regia di Carl Boese (1934)
- Il figliuol prodigo (Der Verlorene Sohn), regia di Luis Trenker (1934)
- Jede Frau hat ein Geheimnis, regia di Max Obal (1934)
- Valzer d'addio di Chopin (Abschiedswalzer), regia di Géza von Bolváry (1934)
- Alte Kameraden, regia di Fred Sauer (1934)
- La flotta delle illusioni (Das Erbe von Pretoria), regia di Johannes Meyer (1934)
- Der Herr Senator. Die fliegende Ahnfrau, regia di Fred Sauer (1934)
- Ferien vom Ich, regia di Hans Deppe (1934)
- Der Kuckuck am Steuer, regia di Paul Henckels (1934)
- Hermine und die sieben Aufrechten, regia di Frank Wisbar (1935)
- Peter, Paul und Nanette, regia di Erich Engels (1935)
- I due re (Der alte und der junge König), regia di Hans Steinhoff (1935)
- Alle Tage ist kein Sonntag, regia di Walter Janssen (1935)
- Il marito ideale (Ein idealer Gatte), regia di Herbert Selpin (1935)
- Das Einmaleins der Liebe, regia di Carl Hoffmann (1935)
- Sogno d'arte (Liebesträume), regia di Heinz Hille (1935)
- Eine Seefahrt, die ist lustig, regia di Alwin Elling (1935)
- Verlieb Dich nicht am Bodensee, regia di Carl Heinz Wolff (1935)
- Arena Humsti Bumsti, regia di Kurt Rupli (1935)
- La jungla in rivolta (Der Dschungel ruft), regia di Harry Piel (1936)
- Mädchenräuber, regia di Fred Sauer (1936)
- La giovinezza di una grande imperatrice (Mädchenjahre einer Königin), regia di Erich Engel (1936)
- Paul und Pauline, regia di Heinz Paul (1936)
- Grande e piccolo mondo (Die große und die kleine Welt), regia di Johannes Riemann (1936)
- Die unmögliche Frau, regia di Johannes Meyer (1936)
- Das Hermännchen. Nee, nee, was es nich' alles gibt, regia di Heinz Paul (1936)
- Ave Maria, regia di Johannes Riemann (1936)
- L'albergo degli equivoci (Schabernack), regia di E.W. Emo (1936)
- Drei tolle Tage, regia di Hans Deppe (1936)
- Unter dem Pantoffel. Ein lustiges Abenteuer, regia di Kurt Rupli (1936)
- Eine Frau ohne Bedeutung, regia di Hans Steinhoff (1936)
- Hummel - Hummel, regia di Alwin Elling (1936)
- Der lustige Witwenball, regia di Alwin Elling (1936)
- Una notte di Napoleone (Die Nacht mit dem Kaiser), regia di Erich Engel (1936)
- Die gläserne Kugel, regia di Peter Stanchina (1937)
- Karussell, regia di Alwin Elling (1937)
- Kapriolen, regia di Gustaf Gründgens (1937)
- Fremdenheim Filoda, regia di Hans Hinrich (1937)
- Zweimal zwei im Himmelbett, regia di Hans Deppe e Paul May (1937)
- Der Maulkorb, regia di Erich Engel (1938)
- Skandal um den Hahn, regia di Franz Seitz (1938)
- Diskretion - Ehrensache, regia di Johannes Meyer (1938)
- Mariti a congresso  (Napoleon ist an allem schuld), regia di Curt Goetz (1938)
- Tischlein deck Dich, Esel streck Dich, Knüppel aus dem Sack, regia di Alfred Stöger (1938)
- L'accusato di Norimberga (Das unsterbliche Herz), regia di Veit Harlan (1939)
- Un matrimonio movimentato (Der Florentiner Hut ), regia di Wolfgang Liebeneiner (1939)
- 12 minuti dopo mezzanotte (Zwölf Minuten nach zwölf), regia di Johannes Guter (1939)
- Ein ganzer Kerl, regia di Fritz Peter Buch (1939)
- Il segretario privato (Ihr Privatsekretär), regia di Charles Klein (1940)
- Lillà bianco (Weißer Flieder), regia di Arthur Maria Rabenalt (1940)
- Was wird hier gespielt?, regia di Theo Lingen (1940)
- Un cuore '900 (Herz - modern möbliert), regia di Theo Lingen (1940)
- I masnadieri (Friedrich Schiller - Der Triumph eines Genies), regia di Herbert Maisch (1940)
- Männerwirtschaft, regia di Johannes Meyer (1941)
- Signora Luna (Frau Luna), regia di Theo Lingen (1941)
- Soltanto tu! (Immer nur-Du!), regia di Karl Anton (1941)
- Wenn du noch eine Heimat hast, regia di Günther Rittau (1942)
- Zwei in einer großen Stadt, regia di Volker von Collande (1942)
- Il grande re (Der große König), regia di Veit Harlan (1942)
- Sangue viennese (Wiener Blut), regia di Willi Forst (1942)
- Die Nacht in Venedig, regia di Paul Verhoeven (1942)
- Zwischen Himmel und Erde, regia di Harald Braun (1942)
- Crepuscolo di gloria (Rembrandt), regia di Hans Steinhoff (1942)
- So ein Früchtchen, regia di Alfred Stöger (1942)
- Das große Spiel, regia di Robert A. Stemmle (1942)
- Voglio essere amata (Hab mich lieb), regia di Harald Braun (1942)
- Liebesgeschichten, regia di Viktor Tourjansky (1943)
- Dono di primavera (Altes Herz wird wieder jung), regia di Erich Engel (1943)
- Das Bad auf der Tenne, regia di Volker von Collande (1943)
- Großstadtmelodie, regia di Wolfgang Liebeneiner (1943)
- Professore, voglio Eva (Die Feuerzangenbowle), regia di Helmut Weiss (1944)
- Träumerei, regia di Harald Braun (1944)
- Die Zaubergeige, regia di Herbert Maisch (1944)
- Herr Sanders lebt gefährlich, regia di Robert A. Stemmle (1944)
- Junge Adler, regia di Alfred Weidenmann (1944)
- Das Leben ruft, regia di Arthur Maria Rabenalt (1944)
- Der Mann, dem man den Namen stahl, regia di Wolfgang Staudte (1944)
- La cittadella degli eroi (Kolberg), regia di Veit Harlan (1945)
- Frühlingsmelodie, regia di Hans Robert Bortfeld (1945)
- Dr. phil. Doederlein, regia di Werner Klingler (1945)
- Das seltsame Fräulein Sylvia, regia di Paul Martin (1945)
- Das Leben geht weiter, regia di Wolfgang Liebeneiner (1945)
- Allez Hopp, regia di Hans Fritz Köllner (1946)
- Wozzeck, regia di Georg C. Klaren (1947)
- Danke, es geht mir gut, regia di Erich Waschneck (1948)
- Die seltsamen Abenteuer des Herrn Fridolin B., regia di Wolfgang Staudte (1948)
- Eine alltägliche Geschichte, regia di Günther Rittau (1948)
- Das kleine Hofkonzert, regia di Paul Verhoeven (1948)
- Diese Nacht vergess ich nie, regia di Johannes Meyer (1949)
- Gesucht wird Majora, regia di Hermann Pfeiffer (1949)
- Hafenmelodie, regia di Hans Müller (1950)
- Insel ohne Moral, regia di Volker von Collande (1950)
- Glück aus Ohio, regia di Heinz Paul (1950)
- Rausch einer Nacht, regia di Eduard von Borsody (1951)
- Herz der Welt, regia di Harald Braun (1952)
- Drei Tage Angst, regia di Erich Waschneck (1952)
- Klettermaxe, regia di Kurt Hoffmann (1952)
- Pension Schöller, regia di Georg Jacoby (1952)
- Einmal am Rhein, regia di Helmut Weiss (1952)
- Le mie vacanze (Ferien vom Ich), regia di Hans Deppe (1952)
- Der fröhliche Weinberg, regia di Erich Engel (1952)
- Fräulein Casanova, regia di E.W. Emo (1953)
- Staatsanwältin Corda, regia di Karl Ritter (1953)
- Hollandmädel, regia di J.A. Hübler-Kahla (1953)
- Die Stärkere, regia di Wolfgang Liebeneiner (1953)
- Fanfaren der Ehe, regia di Hans Grimm (1953)
- Das tanzende Herz, regia di Wolfgang Liebeneiner (1953)
- Altezza reale (Königliche Hoheit), regia di Harald Braun (1953)
- Columbus entdeckt Krähwinkel, regia di Ulrich Erfurth, Alexander Paal (1954)
- Clivia, regia di Karl Anton (1954)
- Der Zarewitsch, regia di Arthur Maria Rabenalt (1954)
- Maxie, regia di Eduard von Borsody (1954)
- Ball der Nationen , regia di Karl Ritter (1954)
- Die spanische Fliege, regia di Carl Boese (1955)
- Griff nach den Sternen, regia di Carl-Heinz Schroth (1955)
- Die Mädels vom Immenhof, regia di Wolfgang Schleif (1955)
- Mamitschka, regia di Rolf Thiele (1955)
- Du darfst nicht länger schweigen, regia di R.A. Stemmle (Robert A. Stemmle) (1955)
- Drei Mädels vom Rhein, regia di Georg Jacoby (1955)
- Ich und meine Schwiegersöhne, regia di Georg Jacoby (1956)
- Tausend Melodien, regia di Hans Deppe (1956)
- Küß mich noch einmal, regia di Helmut Weiss (1956)
- Kirschen in Nachbars Garten, regia di Erich Engels (1956)
- Hochzeit auf Immenhof, regia di Volker von Collande (1956)
- Drei Birken auf der Heide, regia di Ulrich Erfurth (1956)
- Der Fremdenführer von Lissabon, regia di Hans Deppe (1956)
- Das Dorf in der Heide, regia di Hans Müller-Westernhagen (1956)
- Ferien auf Immenhof, regia di Hermann Leitner (1957)
- Le confessioni del filibustiere Felix Krull (Bekenntnisse des Hochstaplers Felix Krull), regia di Kurt Hoffmann (1957)
- Tolle Nacht, regia di John Olden (1957)
- Der tolle Bomberg, regia di Rolf Thiele (1957)
- Egon, der Frauenheld, regia di Hans Albin (1957)
- Heute blau und morgen blau, regia di Harald Philipp (1957)
- Ein Stück vom Himmel, regia di Rudolf Jugert (1958)
- Quando l'amore è veleno (Liebe kann wie Gift sein), regia di Veit Harlan (1958)
- Hier bin ich - hier bleib' ich, regia di Werner Jacobs (1959)
- Immer die Mädchen, regia di Fritz Rémond Jr. (1959)
- Sooo nicht, meine Herren, regia di Michael Burk (1960)
- Via Mala, regia di Paul May (1961)